# Lijst van Nederlandse staatssecretarissen van Landbouw, Natuur en Voedselkwaliteit
Dit is een lijst van Nederlandse staatssecretarissen van Landbouw, Natuur en Voedselkwaliteit.
| Kabinet                                                                                | Periode    | Staatssecretaris | Bijzonderheden |
| -------------------------------------------------------------------------------------- | ---------- | ---------------- | -------------- |
| kabinet-Drees-Van Schaik                                                               | 1948-1951  | -                |                |
| kabinet-Drees I                                                                        | 1951-1952  | -                |                |
| kabinet-Drees II                                                                       | 1952-1956  | -                |                |
| kabinet-Drees III                                                                      | 1956-1958  | -                |                |
| kabinet-Beel II                                                                        | 1958-1959  | -                |                |
| kabinet-De Quay                                                                        | 1959-1963  | -                |                |
| kabinet-Marijnen                                                                       | 1963-1965  | -                |                |
| kabinet-Cals                                                                           | 1965-1966  | -                |                |
| kabinet-Zijlstra                                                                       | 1966-1967  | -                |                |
| kabinet-De Jong                                                                        | 1967-1971  | -                |                |
| kabinet-Biesheuvel I                                                                   | 1971-1972  | -                |                |
| kabinet-Biesheuvel II                                                                  | 1972-1973  | -                |                |
| kabinet-Den Uyl                                                                        | 1973-1977  | -                |                |
| kabinet-Van Agt I                                                                      | 1977-1981  | -                |                |
| kabinet-Van Agt II                                                                     | 1981-1982  | -                |                |
| kabinet-Van Agt III                                                                    | 1982       | -                |                |
| Kabinet                                                                                | Periode    | Staatssecretaris |                |
| vanaf 1982 staatssecretaris van Landbouw en Visserij                                   |            |                  |                |
| kabinet-Lubbers I                                                                      | 1982-1986  | Ad Ploeg         |                |
| kabinet-Lubbers II                                                                     | 1986-1989  | -                |                |
| Kabinet                                                                                | Periode    | Staatssecretaris |                |
| vanaf 1989 staatssecretaris van Landbouw, Natuurbeheer en Visserij                     |            |                  |                |
| kabinet-Lubbers III                                                                    | 1989-1994  | Dzsingisz Gabor  |                |
| kabinet-Kok I                                                                          | 1994-1998  | -                |                |
| kabinet-Kok II                                                                         | 1998-2002  | Geke Faber       |                |
| kabinet-Balkenende I                                                                   | 2002-2003  | Jan Odink        |                |
| Kabinet                                                                                | Periode    | Staatssecretaris |                |
| Vanaf 2003 staatssecretaris van Landbouw, Natuur en Voedselkwaliteit.                  |            |                  |                |
| kabinet-Balkenende II                                                                  | 2003-2006  | -                |                |
| kabinet-Balkenende III                                                                 | 2006-2007  | -                |                |
| kabinet-Balkenende IV                                                                  | 2007-2010  | -                |                |
| Kabinet                                                                                | Periode    | Staatssecretaris |                |
| In 2010 ondergebracht bij het ministerie van Economische Zaken, Landbouw en Innovatie. |            |                  |                |
| kabinet-Rutte I                                                                        | 2010-2012  | Henk Bleker      |                |
| kabinet-Rutte II                                                                       | 2012-2017  | -                |                |
| Kabinet                                                                                | Periode    | Staatssecretaris |                |
| Vanaf 2017 staatssecretaris van Landbouw, Natuur en Voedselkwaliteit.                  |            |                  |                |
| kabinet-Rutte III                                                                      | 2017-2022  | -                |                |
| kabinet-Rutte IV                                                                       | 2022-2024  | -                |                |
| Kabinet                                                                                | Periode    | Staatssecretaris |                |
| Vanaf 2024 staatssecretaris van Landbouw, Visserij, Voedselzekerheid en Natuur.        |            |                  |                |
| kabinet-Schoof                                                                         | 2024-heden | Jean Rummenie    |                |

Binnenlandse Zaken en Koninkrijksrelaties · Buitenlandse Zaken · Defensie · Economische Zaken · Financiën · Justitie · Landbouw, Natuur en Voedselkwaliteit · Onderwijs, Cultuur en Wetenschap · Sociale Zaken en Werkgelegenheid · Verkeer en Waterstaat · Volksgezondheid, Welzijn en Sport

Staatssecretariaten op voormalige ministeries: Volkshuisvesting, Ruimtelijke Ordening en Milieubeheer